# Leichtathletik-Hallenasienmeisterschaften 2016
Die 7. Leichtathletik-Hallenasienmeisterschaften fanden zwischen dem 19. und 21. Februar 2016 in der katarischen Hauptstadt Doha statt.
Doha war damit nach 2008 zum zweiten Mal Austragungsort der Hallenmeisterschaften.

## Ergebnisse Männer

### 60 m
| Platz | Athlet             | Land | Zeit (s)    |
| ----- | ------------------ | ---- | ----------- |
| 1     | Hassan Taftian     | IRI  | 6,56 CR NIR |
| 2     | Reza Ghasemi       | IRI  | 6,66 SB     |
| 3     | Eric Cray          | PHI  | 6,70        |
| 4     | Mohd Fadlin        | INA  | 6,75        |
| 5     | Hassan Saaid       | MDV  | 6,84        |
| 6     | Jirapong Meenapra  | THA  | 6,84        |
| 7     | Mohammed Abukhousa | PLE  | 6,89        |
|       | Barakat al-Harthi  | OMA  | DNS         |

Finale: 19. Februar 2016

### 400 m
| Platz | Athlet              | Land | Zeit (s)    |
| ----- | ------------------- | ---- | ----------- |
| 1     | Abdalelah Haroun    | QAT  | 45,88 CR SB |
| 2     | Abubakar Abbas      | BHR  | 46,60 NIR   |
| 3     | Michail Litwin      | KAZ  | 46,80 NIR   |
| 4     | Mohamed Nasir Abbas | QAT  | 47,35       |
| 5     | Guo Zhongze         | CHN  | 47,95 PB    |
| 6     | Quách Công Lịch     | VIE  | 48,29       |

Finale: 20. Februar 2016

### 800 m
| Platz | Athlet                   | Land | Zeit (min)  |
| ----- | ------------------------ | ---- | ----------- |
| 1     | Musaeb Abdulrahman Balla | QAT  | 1:46,92 CR  |
| 2     | Jamal Hairane            | QAT  | 1:48,05 PB  |
| 3     | Mostafa Ebrahimi         | IRI  | 1:48,26 NIR |
| 4     | Abubaker Haydar Abdalla  | QAT  | 1:48,30 PB  |
| 5     | Farhod Kuralow           | TJK  | 1:54,07 SB  |
|       | Jonathan Kipkosgei       | BHR  | DNF         |

Finale: 21. Februar 2016

### 1500 m
| Platz | Athlet                 | Land | Zeit (min)     |
| ----- | ---------------------- | ---- | -------------- |
| 1     | Mohamad al-Garni       | QAT  | 3:36,35 CR NIR |
| 2     | Benson Kiplagat Seurei | BHR  | 3:37,08 PB     |
| 3     | Said Aden Said         | QAT  | 3:37,29 PB     |
| 4     | Adam Ali Mousab        | QAT  | 3:37,30 PB     |
| 5     | Ajay Kumar Saroj       | IND  | 3:47,26 PB     |
| 6     | Rahul Harveer Singh    | IND  | 3:48,80 PB     |
| 7     | Hossein Keyhani        | IRI  | 3:49,53 PB     |
| 8     | Mohammed Shaween       | KSA  | 3:54,25 NIR    |

20. Februar 2016

### 3000 m
| Platz | Athlet                  | Land | Zeit (min)     |
| ----- | ----------------------- | ---- | -------------- |
| 1     | Mohamad al-Garni        | QAT  | 7:39,23 CR NIR |
| 2     | Albert Rop              | BHR  | 7:40,27 SB     |
| 3     | Said Aden Said          | QAT  | 7:44,69 PB     |
| 4     | Hashim Mohamed Salah    | QAT  | 8:03,27 PB     |
| 5     | Linus Kiplagat          | BHR  | 8:12,35 PB     |
| 6     | Hossein Keyhani         | IRI  | 8:14,99 PB     |
| 7     | Adilet Kyschtakbekow    | KGZ  | 8:29,45 PB     |
| 8     | Noor Aldeen al-Humaidha | JEM  | 8:54,71 PB     |

21. Februar 2016
Der ursprüngliche Viertplatzierte Inder Naveen Kumar wurde im Nachhinein wegen eines Dopingverstoßes disqualifiziert.

### 60 m Hürden
| Platz | Athlet                  | Land | Zeit (s) |
| ----- | ----------------------- | ---- | -------- |
| 1     | Abdulaziz al-Mandeel    | KUW  | 7,60 NIR |
| 2     | Yaqoub Mohamed al-Youha | KUW  | 7,65 PB  |
| 3     | Zhang Honglino          | CHN  | 7,73     |
| 4     | Chen Kuei-ru            | TPE  | 7,81 NIR |
| 5     | Yang Wei-ting           | TPE  | 7,87 PB  |
| 6     | Milad Sayyar            | IRI  | 8,01 SB  |
|       | Ameer Shakir Aneed      | IRQ  | DNF      |
|       | Jiang Fan               | CHN  | DSQ      |

Finale: 21. Februar 2018

### 4 × 400-m-Staffel
| Platz | Land  | Athleten                                                                              | Zeit (s)       |
| ----- | ----- | ------------------------------------------------------------------------------------- | -------------- |
| 1     | Katar | Mohamed Nasir Abbas Musaeb Abdulrahman Balla Abubaker Haydar Abdalla Abdalelah Haroun | 3:08,20 CR NIR |
| 2     | Iran  | Reza Ghasemi Mostafa Ebrahimi Mehdi Zamani Sajjad Hashemi                             | 3:11,68        |

21. Februar 2016

### Hochsprung
| Platz | Athlet                    | Land | Höhe (m) |
| ----- | ------------------------- | ---- | -------- |
| 1     | Mutaz Essa Barshim        | QAT  | 2,35     |
| 2     | Majd Eddin Ghazal         | SYR  | 2,28 NIR |
| 3     | Manjula Kumara            | SRI  | 2,24 NIR |
| 4     | Sun Zhao                  | CHN  | 2,20 SB  |
| 4     | Mohammadreza Vazifehdoost | IRI  | 2,20     |
| 4     | Keyvan Ghanbarzadeh       | IRI  | 2,20     |
| 7     | Yun Seung-hyun            | KOR  | 2,20     |
| 8     | Jurij Dergatschew         | KAZ  | 2,15     |

19. Februar 2016

### Stabhochsprung
| Platz | Athlet               | Land | Höche (m)   |
| ----- | -------------------- | ---- | ----------- |
| 1     | Huang Bokai          | CHN  | 5,75 CR =PB |
| 2     | Seito Yamamoto       | JPN  | 5,60        |
| 3     | Hiroki Ogita         | JPN  | 5,50        |
| 4     | Ernest Obiena        | PHI  | 5,40 NIR    |
| 5     | Muntadher Abdulwahid | IRQ  | 4,30 NIR    |
| 6     | Iskandar Alwi        | MAS  | 5,00 SB     |
| 7     | Ali al-Sabagha       | KUW  | 4,75 SB     |
|       | Xia Xiang            | CHN  | NMH         |

20. Februar 2016

### Weitsprung
| Platz | Athlet                      | Land | Weite (m) |
| ----- | --------------------------- | ---- | --------- |
| 1     | Zhang Yaoguang              | CHN  | 7,99 PB   |
| 2     | Kumaravel Premkumar         | IND  | 7,92 NIR  |
| 3     | Chan Ming Tai               | HKG  | 7,85 NIR  |
| 4     | Kota Minemura               | JPN  | 7,82 PB   |
| 5     | Huang Changzhou             | CHN  | 7,81 SB   |
| 6     | Ankit Sharma                | IND  | 7,66 PB   |
| 7     | Saleh al-Haddad             | KUW  | 7,60 SB   |
| 8     | Mohamed Salman al-Khuwalidi | KSA  | 7,52 SB   |

21. Februar 2016

### Dreisprung
| Platz | Athlet                 | Land | Weite (m) |
| ----- | ---------------------- | ---- | --------- |
| 1     | Roman Walijew          | KAZ  | 16,69     |
| 2     | Renjith Maheswary      | IND  | 16,16 PB  |
| 3     | Rashid al-Mannai       | QAT  | 15,97 NIR |
| 4     | Jewgeni Ektow          | KAZ  | 15,91     |
| 5     | Milad Darisavi         | IRI  | 15,89     |
| 6     | Cao Shuo               | CHN  | 15,76     |
| 7     | Muhammad Hakimi Ismail | MAS  | 15,75 SB  |
| 8     | Ivan Denisov           | UZB  | 15,32 SB  |

20. Februar 2016

### Kugelstoßen
| Platz | Athlet                    | Land | Weite (m) |
| ----- | ------------------------- | ---- | --------- |
| 1     | Liu Yang                  | CHN  | 19,30 SB  |
| 2     | Tian Zizhong              | CHN  | 18,88     |
| 3     | Om Prakash Karhana        | IND  | 18,77 SB  |
| 4     | Ali Samari                | IRI  | 17,82     |
| 5     | Sergey Dementyev          | UZB  | 17,73     |
| 6     | Jung Il-woo               | KOR  | 17,45     |
| 7     | Mohammadhossein Eskandari | IRI  | 15,94     |
| 8     | Tejen Hommadow            | TKM  | 15,26     |

21. Februar 2016

### Siebenkampf
| Platz | Athlet                  | Land | Punkte   |
| ----- | ----------------------- | ---- | -------- |
| 1     | Akihiko Nakamura        | JPN  | 5831 NIR |
| 2     | Hu Yufei                | CHN  | 5745 PB  |
| 3     | Marat Khaydarov         | UZB  | 5619 PB  |
| 4     | Leonid Andreyev         | UZB  | 5607 PB  |
| 5     | Mohammed Jasem al-Qaree | KSA  | 5579 SB  |
| 6     | Takumi Otobe            | JPN  | 5484 PB  |
| 7     | Mohamed Ahmed al-Mannai | QAT  | 5391 NIR |
| 8     | Abdoljalil Toumaj       | IRI  | 4616     |

Finale: 21. Februar 2016

## Ergebnisse Frauen

### 60 m
| Platz | Athletin              | Land | Zeit (s) |
| ----- | --------------------- | ---- | -------- |
| 1     | Wiktorija Sjabkina    | KAZ  | 7,27 CR  |
| 2     | Yuan Qiqi             | CHN  | 7,33 SB  |
| 3     | Dutee Chand           | IND  | 7,37     |
| 4     | Basirah Sharifa Nasir | BHR  | 7,37 NIR |
| 5     | Fasihi Farzaneh       | IRI  | 7,45     |
| 6     | Hajar al-Khaldi       | BHR  | 7,46 PB  |
| 7     | Rima Kaschafutdinowa  | KAZ  | 7,50     |
| 8     | Lam On Ki             | HKG  | 7,52     |

Finale: 19. Februar 2016

### 400 m
| Platz | Athletin         | Land | Zeit (s)    |
| ----- | ---------------- | ---- | ----------- |
| 1     | Kemi Adekoya     | BHR  | 51,67 CR AR |
| 2     | Elina Michina    | KAZ  | 53,85       |
| 3     | Quách Thị Lan    | VIE  | 55,69       |
| 4     | Ghofrane Mohamed | SYR  | 55,73       |
|       | Iman Essa Jasim  | BHR  | DNF         |
|       | Alaa Hikmat      | IRQ  | DSQ         |

Finale: 20. Februar 2016

### 800 m
| Platz | Athletin              | Land | Zeit (min) |
| ----- | --------------------- | ---- | ---------- |
| 1     | Marta Yota            | BHR  | 2:04,50 PB |
| 2     | Nimali Liyanarachchi  | SRI  | 2:04,88 PB |
| 3     | Tatjana Nerosnak      | KAZ  | 2:06,32 PB |
| 4     | Arina Kleschtschukowa | KGZ  | 2:09,28 PB |
| 5     | Xenija Faiskanowa     | KGZ  | 2:10,93 PB |
|       | Yume Kitamura         | JPN  | DSQ        |

Finale: 21. Februar 2016

### 1500 m
| Platz | Athletin                | Land | Zeit (min) |
| ----- | ----------------------- | ---- | ---------- |
| 1     | Tigist Gashaw           | BHR  | 4:22,17    |
| 2     | Sugandha Kumari         | IND  | 4:29,06 PB |
| 3     | Eranga Rashila Dulakshi | SRI  | 4:37,10 PB |
|       | Sabrieh Maradat         | JOR  | DSQ        |
|       | Betlhem Desalegn        | VAE  | DSQ        |

19. Februar 2016
Die ursprüngliche Siegerin Betlhem Desalegn wurde 2017 des Doping überführt und daraufhin die Goldmedaille aberkannt.

### 3000 m
| Platz | Athletin            | Land | Zeit (min) |
| ----- | ------------------- | ---- | ---------- |
| 1     | Ruth Jebet          | BHR  | 8:47,27 PB |
| 2     | Alia Saeed Mohammed | VAE  | 8:48,62 SB |
| 3     | Anju Takamizawa     | JPN  | 9:44,58 PB |
|       | Desi Mokonin        | BHR  | DNS        |
|       | Betlhem Desalegn    | VAE  | DSQ        |

20. Februar 2016
Die ursprüngliche Siegerin Betlhem Desalegn wurde 2017 des Doping überführt und daraufhin die Goldmedaille aberkannt.

### 60 m Hürden
| Platz | Athletin              | Land | Zeit (s) |
| ----- | --------------------- | ---- | -------- |
| 1     | Anastassija Pilipenko | KAZ  | 8,17     |
| 2     | Valentina Kibalnikova | UZB  | 8,32 PB  |
| 3     | Gayathri Govindaraj   | IND  | 8,34 NIR |
| 4     | Masumi Aoki           | JPN  | 8,36 PB  |
| 5     | Jannah Wong Min       | SGP  | 8,81 PB  |
| 6     | Elnaz Kompanizare     | IRI  | 8,82     |
|       | Nursheena Azhar Raja  | MAS  | DSQ      |
|       | Anastassija Soprunowa | KAZ  | DOP      |

Finale: 21. Februar 2016
Der ursprünglichen Siegerin Anastassija Soprunowa aus Kasachstan wurde ihre Goldmedaille im Nachhinein wegen Dopings aberkannt.

### 4 × 400-m-Staffel
| Platz | Land      | Athletinnen                                                     | Zeit (s)      |
| ----- | --------- | --------------------------------------------------------------- | ------------- |
| 1     | Bahrain   | Salwa Eid Naser Aminat Jamal Iman Essa Jasim Kemi Adekoya       | 3:35,07 CR AR |
| 2     | Iran      | Fasihi Farzaneh Sepideh Tavakoli Elnaz Kompanizare Maryam Tousi | 4:06,41       |
| 3     | Jordanien | Rasem Hashem Sabrieh Maradat Aliya Boshnak Ael al-Qadi          | 4:10,55 NIR   |

21. Februar 2016

### Hochsprung
| Platz | Athletin          | Land | Höhe (m) |
| ----- | ----------------- | ---- | -------- |
| 1     | Svetlana Radzivil | UZB  | 1,92 SB  |
| 2     | Nadiya Dusanova   | UZB  | 1,88 =SB |
| 3     | Zheng Xingjuan    | CHN  | 1,84 SB  |
| 4     | Michelle Sng      | SGP  | 1,75 NIR |
| 4     | Yuki Mimura       | JPN  | 1,75 SB  |
| 6     | Yeung Man Wai     | HKG  | 1,70 PB  |
| 6     | Regina Kajsarowa  | KAZ  | 1,70 PB  |
| 8     | Swapna Barman     | IND  | 1,70 PB  |

21. Februar 2016

### Stabhochsprung
| Platz | Athletin     | Land | Höche (m)  |
| ----- | ------------ | ---- | ---------- |
| 1     | Li Ling      | CHN  | 4,70 CR AR |
| 2     | Ren Mengqian | CHN  | 4,30 SB    |
| 3     | Tomomi Abiko | JPN  | 4,15       |

19. Februar 2016

### Weitsprung
| Platz | Athletin              | Land | Weite (m) |
| ----- | --------------------- | ---- | --------- |
| 1     | Mayookha Johny        | IND  | 6,35 SB   |
| 2     | Bùi Thị Thu Thảo      | VIE  | 6,30 NIR  |
| 3     | Olga Rypakowa         | KAZ  | 6,22 SB   |
| 4     | Yuliya Tarasova       | UZB  | 6,21      |
| 5     | Maliakhal Prajusha    | IND  | 6,15 SB   |
| 6     | Lu Minjia             | CHN  | 6,09 SB   |
| 7     | N.C.D. Priyadharshani | SRI  | 6,04 SB   |
| 8     | Marestella Sunang     | PHI  | 6,03 SB   |

19. Februar 2016

### Dreisprung
| Platz | Athletin           | Land | Weite (m) |
| ----- | ------------------ | ---- | --------- |
| 1     | Olga Rypakowa      | KAZ  | 14,32 SB  |
| 2     | Mayookha Johny     | IND  | 14,00 NIR |
| 3     | Irina Ektowa       | KAZ  | 13,48 SB  |
| 4     | Wang Wupin         | CHN  | 13,42 SB  |
| 5     | Li Xiaohong        | CHN  | 13,14 SB  |
|       | Tran Huy Hoa       | VIE  | NM        |
|       | Maliakhal Prajusha | IND  | DNS       |

20. Februar 2016

### Kugelstoßen
| Platz | Athletin          | Land | Weite (m) |
| ----- | ----------------- | ---- | --------- |
| 1     | Geng Shuang       | CHN  | 18,06 PB  |
| 2     | Guo Tianqian      | CHN  | 17,44     |
| 3     | Noora Salem Jasim | BHR  | 16,26 PB  |
| 4     | Leila Rajabi      | IRI  | 16,02     |
| 5     | Aya Ota           | JPN  | 15,27 PB  |
| 6     | Manpreet Kaur     | IND  | 15,21 PB  |
| 7     | Amina al-Mannai   | QAT  | 11,08 PB  |

19. Februar 2016

### Fünfkampf
| Platz | Athletin                    | Land | Punkte   |
| ----- | --------------------------- | ---- | -------- |
| 1     | Yekaterina Voronina         | UZB  | 4224 NIR |
| 2     | Sepideh Tavakoli            | IRI  | 3828     |
| 3     | Chie Kiriyama               | JPN  | 3637     |
| 4     | Irina Welihanowa            | TKM  | 3524 NIR |
| 5     | Kristina Pronschenko        | TJK  | 3435 NIR |
| 6     | Aleksandra Yurkevskaya      | UZB  | 3375 PB  |
| 7     | Swapna Barman               | IND  | 3285 PB  |
| 8     | Fatemeh Mazaher Sassanipoor | QAT  | 2294     |

Finale: 21. Februar 2016

## Abkürzungen
| - WR = Weltrekord - WJR = Juniorenweltrekord - OR = olympischer Rekord - YOR = olympischer Jugendrekord - AR = Kontinentalrekord - AJR = Juniorenkontinentalrekord - NR = nationaler Rekord - NJR = nationaler Juniorenrekord - CR = Meisterschaftsrekord - MR = Veranstaltungsrekord | - WB = Weltbestleistung - WJB = Juniorenweltbestleistung - WYB = Jugendweltbestleistung - AB = Kontinentbestleistung - AJB = Juniorenkontinentalbestleistung - AYB = Jugendkontinentalbestleistung - NB = nationale Bestleistung - NJB = nationale Juniorenbestleistung - NYB = nationale Jugendbestleistung | - PB = persönliche Bestleistung - SB = persönliche Saisonbestleistung - QB = Qualifikationsbestleistung - WL = Weltjahresbestleistung - WJL = Juniorenweltjahresbestleistung - WYL = Jugendweltjahresbestleistung - DSQ = disqualifiziert (engl. Disqualified) - DNS = Wettkampf nicht angetreten (engl. Did Not Start) - DNF = Wettkampf nicht beendet (engl. Did Not Finish) |

## Medaillenspiegel
| Medaillenspiegel | Medaillenspiegel             | Medaillenspiegel | Medaillenspiegel | Medaillenspiegel | Medaillenspiegel |
| Platz            | Land                         | Gold             | Silber           | Bronze           | Gesamt           |
| ---------------- | ---------------------------- | ---------------- | ---------------- | ---------------- | ---------------- |
| 01               | Katar                        | 6                | 1                | 3                | 10               |
| 02               | Volksrepublik China          | 5                | 5                | 2                | 12               |
| 03               | Bahrain                      | 5                | 3                | 1                | 9                |
| 04               | Kasachstan                   | 4                | 2                | 3                | 9                |
| 05               | Usbekistan                   | 2                | 1                | 2                | 5                |
| 06               | Indien                       | 1                | 4                | 3                | 8                |
| 07               | Iran                         | 1                | 4                | 1                | 6                |
| 08               | Japan                        | 1                | 1                | 4                | 6                |
| 09               | Kuwait                       | 1                | 1                | 0                | 2                |
| 10               | Sri Lanka                    | 0                | 1                | 2                | 3                |
| 11               | Vietnam                      | 0                | 1                | 1                | 2                |
| 12               | Syrien                       | 0                | 1                | 0                | 2                |
| 12               | Vereinigte Arabische Emirate | 0                | 1                | 0                | 1                |
| 14               | Hongkong                     | 0                | 0                | 1                | 1                |
| 14               | Jordanien                    | 0                | 0                | 1                | 1                |
| 14               | Philippinen                  | 0                | 0                | 1                | 1                |
| Gesamt           | Gesamt                       | 26               | 26               | 25               | 77               |